# Сарозеро (озеро, Пудожский район)
Са́розеро — озеро расположено в 5 км к югу от деревни Авдеево, в Шальском сельском поселении Пудожского района Республики Карелия. На берегу находилась одноимённая деревня (ныне урочище).
Сарозеро расположено в бассейне Водлы на высоте около 100 м над уровнем моря. Из озера вытекает правый приток Шундуксы. Ближайший населённый пункт — Рагнукса. Имеется несколько островов.